# Les Dames de Kimoto

Les Dames de Kimoto (紀ノ川, Kinokawa, litt. « La Rivière Ki ») est un roman de l'autrice japonaise Sawako Ariyoshi, publié pour la première fois en 1959,  au Japon. Sa traduction française paraît en 1983 aux éditions Stock. Le récit est construit en trois parties, narrant successivement l'histoire de trois femmes de générations différentes. À travers ces portraits, Sawako Ariyoshi dépeint l'évolution de la condition féminine au Japon depuis la fin du XIXe siècle jusqu'au milieu du XXe siècle.

## Présentation
La romancière japonaise Sawako Ariyoshi naît le 20 janvier 1931, à Wakayama, dans la préfecture de Wakayama, au Japon,. Sa carrière d'écrivaine commence en 1954, avec la rédaction de critiques théâtrales, notamment pour le mensuel Le Monde du Théâtre,, et de scénarios pour la télévision et la radio et la publication de nouvelles,.
Durant les cinq premiers mois de l'année 1959, le mensuel féminin Fujin Gahō publie, sous la forme d'un roman-feuilleton, la première de ses plus importantes créations littéraires : Kinokawa (« Les Dames de Kimoto »),,. Ce roman-fleuve, édité, à partir de juin 1959, par la maison d'édition japonaise Chūōkōronsha, est le premier tome d'une « trilogie fluviale » comprenant aussi les romans Aridagawa (La Rivière Arida, 1963) et Hidakagawa (La Rivière Hidaka, 1965). Plus de trois millions d'exemplaires de cette œuvre ont été vendus au Japon. En 1980, le roman est traduit en anglais, par la maison d'édition Kōdansha, puis, trois ans plus tard, en français, par les éditions Stock.
Les Dames de Kimoto est une chronique historique qui dresse les portraits de trois générations de femmes d'une même famille, dans un Japon en pleine transition vers la modernité. Sawako Ariyoshi y met en évidence la pression des traditions patriarcales qui s'exerce durablement sur les femmes japonaises, de l'ère Meiji (1868-1912) à l'ère Shōwa (1926-1989). Les protagonistes féminins sont inspirés de membres de la propre famille de l'auteure. L'action se déroule au Japon, dans la préfecture de Wakayama, d'où Sawako Ariyoshi est originaire. Plus précisément, comme nombre de ses romans, elle se développe dans le Kihoku, une région située dans le Nord de la péninsule de Kii, au cœur du Kishū, autre nom de l'ancienne province de Kii,.

## Résumé
Les Dames de Kimoto a pour héroïne principale : Hana, née en 1876 dans une famille bourgeoise de Wakayama. Le roman raconte sa vie, de son mariage à sa mort, en passant par la naissance et l'évolution de sa fille, Fumio, puis la venue au monde de sa petite-fille,. L'auteure expose, en trois parties, qui couvre une période historique allant de 1899 à 1958, les conflits opposant Hana, à sa fille et à la fille de sa fille, une métaphore des tiraillements générationnels entre un Japon traditionnel — celui de l'ère Meiji —, un pré-moderne — celui de l'ère Taishō (1912-1926) — et un troisième moderne — celui de l'ère Shōwa —.

### Première partie
Hana, l'héroïne principale du roman de Sawako Ariyoshi, est une jeune femme, membre d'une famille appartenant à la bourgeoisie provinciale de Wakayama. Éduquée par sa grand-mère Toyono, une figure traditionnelle de la gent féminine de l'époque d'Edo (1603-1868), elle est destinée à devenir une parfaite maîtresse de maison,. Mariée, par l'entremise de sa mère, au fils aîné, à peine fréquenté, d'une famille locale : la famille Matani, puis devenue mère, elle assume son rôle d'épouse dévouée à son mari, promu conseiller préfectoral. Se conformant aux conventions sociales, en public comme au sein de son foyer, elle fait face, avec courage et en silence, à toutes les épreuves qui lui sont imposées,.

### Deuxième partie
La seconde partie du roman est centrée sur la destinée de la fille d'Hana : Fumio. Étudiante dans une université de Tokyo réservée aux femmes, puis mariée à un employé de banque avec qui elle s'installe à l'étranger, celle-ci est une jeune femme de son temps, féministe et rebelle à la vision du monde passéiste de sa mère, ce qui ne manque pas de multiplier les conflits générationnels entre la mère et la fille,,. La mort d'un de ses fils incite cependant Fumio à retourner au Japon. Elle y renoue des liens familiaux avec sa mère Hana et donne naissance à une fille : Hanako,.

### Troisième partie
La dernière partie du roman raconte l'évolution de Hanako, fille de Fumio et petite-fille de Hana, durant la période de guerre mondiale, puis l'occupation américaine, au cours de laquelle le lent déclin de la famille Matani s'achève par la confiscation de leurs biens fonciers,.
À Wakayama, au chevet de sa grand-mère mourante, Hanako prend conscience qu'un héritage fait de traditions ancestrales solidement ancrées la relie à son arrière-grand-mère, Toyono, à Hana et à sa mère,.

## Analyse
Dans son livre Les Dames de Kimoto, l'écrivaine Sawako Ariyoshi, qui commence son œuvre littéraire dans un Japon en pleine période de « miracle économique », retrace, en tirant les portraits de trois générations de femmes, la marche forcée du Pays du Soleil levant qui a conduit, du début du XXe siècle aux années 1950, à la modernisation du pays,. Bien que les personnages masculins du roman occupent des positions sociales de pouvoir, leur devenir reste en marge de la narration de la romancière. Selon celle-ci, les maîtresses de maison forment la véritable force motrice de l'évolution du Japon, à l'image de Hana, son héroïne.
Au début de l'œuvre romanesque, Toyono transmet à sa petite-fille Hana des valeurs traditionnelles qui définissent un ordre naturel des choses à respecter, tel l'écoulement des eaux du fleuve Ki, de sa source à son embouchure. Le mari qu'elle choisit pour son enfant, par exemple, est membre d'une famille moins fortunée, mais qui habite plus en aval du cours d'eau. Par son entrée dans la famille Matani, Hana progresse, symboliquement, suivant le sens du courant fluvial,. L'auteure s'applique à souligner l'ambivalence de son héroïne par analogie avec le fleuve Ki, passif et puissant, et avec le lierre, plante solide et d'un usage décoratif traditionnel. Si, soumise à l'ordre social nippon, Hana est maintenue à une position sociale subalterne par rapport à celle de son mari, elle exerce un contrôle effectif sur les occupants de l'espace domestique, notamment sur le chef de famille. L'adhésion de Hana aux valeurs féminines traditionnelles est cependant contrariée par Fumio, la fille cadette de la famille. Celle-ci développe des attitudes comportementales propres à celles que des parents tels que le couple Matani attendent de leur fils aîné. Elle rejette les rôles et les activités traditionnellement assignés aux femmes, préférant, par exemple, résoudre des problèmes de mathématiques ou monter à vélo que s'atteler à des tâches domestiques. Des querelles, parfois violentes, opposent fréquemment la mère et la fille. Mais, comme souvent dans l'univers littéraire de Sawako Ariyoshi, l'ordre naturel des choses, c'est-à-dire le poids des traditions ancestrales japonaises, finit par s'imposer aux protagonistes féminines,. Des épreuves de la vie — la mort d'un enfant —, ramènent au Japon Fumio, expatriée en Chine. Hanako, la fille de Fumio, née sur le sol natal de sa mère, se révèle, pour la plus grande joie de sa grand-mère, sensible à la beauté des flots du fleuve Ki et consciente d'être porteuse de l'héritage légué par Toyono.

## Adaptation au cinéma
En 1966, sous le titre La Rivière Kii, le cinéaste Noboru Nakamura réalise une adaptation cinématographique de la fresque sociale de Sawako Ariyoshi,. La distribution du film rassemble, entre autres, les acteurs et actrices Yōko Tsukasa, Shima Iwashita, Arikawa Yuki, Chieko Higashiyama, Takahiro Tamura, Tetsurō Tanba et Kiyoshi Nonomura. Lors de la 21e édition de la remise du prix du film Mainichi, Yōko Tsukasa reçoit le prix de la meilleure actrice, pour son interprétation de l'héroïne Hana.

## Adaptation en bande dessinée
En 2022, le roman est adapté en bande dessinée par Cyril Bonin.